# Archernis obliquialis
Archernis obliquialis là một loài bướm đêm trong họ Crambidae.